# Euchromadora ezoensis
Euchromadora ezoensis is een rondwormensoort uit de familie van de Chromadoridae. De wetenschappelijke naam van de soort is voor het eerst geldig gepubliceerd in 1977 door Kito.